# David M. Kennedy
David Matthew Kennedy, född 21 juli 1905 i Randolph, Utah, USA, död 1 maj 1996 i Salt Lake City, var en amerikansk republikansk politiker, ekonom och affärsman.

## Biografi
Kennedy utexaminerades 1928 från Weber College. Sedan tillbringade han två år i Storbritannien som missionär för Jesu Kristi kyrka av sista dagars heliga. Han avlade 1935 master's och 1937 juristexamen vid George Washington University. Han doktorerade 1939 vid Stonier Graduate School of Banking of Rutgers University.
Han tjänstgjorde som USA:s 60:e finansminister under president Richard Nixon 1969-1971. Han var USA:s NATO-ambassadör 1972-1973. Han grundade 1976 US-Taiwan Business Council för att främja handeln mellan USA och Taiwan. Han var organisationens ordförande fram till 1990.